# 크로미즘

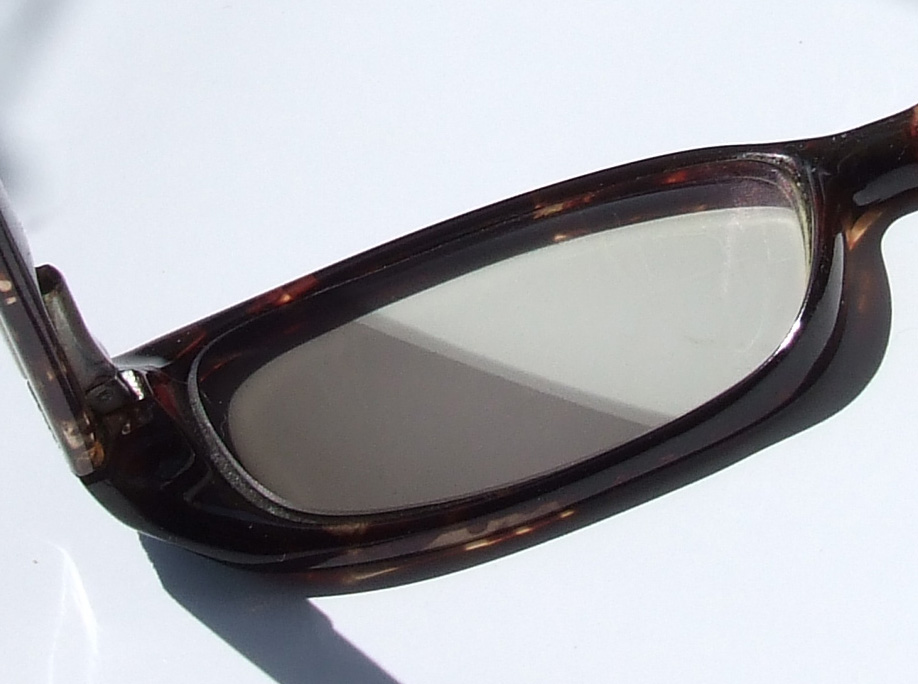

화학에서 크로미즘 또는 변색성은 화합물의 가역변화를 유발하는 과정이다. 대부분의 경의 크로미즘은 분자의 전자 상태의 변화에 기초한다. 그리하여 이 현상은 다양한 외부 자극에 의해 유발되는데 물질의 전자밀도를 변화시키는 자극이다.
많은 자연 화합물이 크로미즘을 지니는데 특수한 크로미즘을 지닌 많은 인공적인 화합물이 합성되었다.
크로미즘은 어떠한 자극이 사용되는지에 따라 분류된다. 크로미즘의 주요 종류는 아래와 같다.
- 열 크로미즘은 열 즐 온도 변화에 의해 유발된다. 가장 일반적인 것이다.
- 광 크로미즘은 빛의 복사에 의해 유발된다. 이것은 두가지 다른 분자 구조간의 이성질체화에 기초한다.
- 전기 크로미즘은 전자의 획득과 손실에 의해 유발된다. 이 현상은 금속이온 또는 유기 라디컬과 같은 산화환원의 활성 위치에 발생한다.
- 용해 크로미즘은 용매의 극성에 달렸다. 대부분의 용해 화합물은 금속 복합체이다.